# Olena Kravațka
Olena Vitaliievna Kravațka (în ucraineană Олена Віталіївна Кравацька; n. 22 iunie 1992, Cernăuți) este o scrimeră ucraineană specializată pe sabie. Cu echipa Ucrainei a fost laureată cu argint la Campionatul Mondial din 2015 și la Jocurile Olimpice din 2016.

## Carieră
În anul 2010 a cucerit medalia de argint la Campionatul European pentru juniori și medalia de aur pe echipe la Campionatul Mondial pentru juniori.
În sezonul 2012-2013 a participat la prima sa competiție în categoria seniori. S-a alăturat lotului național ca rezervă pentru Campionatul Mondial din 2014 de la Kazan, unde Ucraina a obținut medalia de bronz. În sezonul 2014-2015 a cucerit prima sa medalie de Cupa Mondială cu un bronz la etapa de la Orléans.
A participat la Jocurile Olimpice din 2016 de la Rio de Janeiro ca titulară în echipa Ucrainei. În proba individuală a fost învinsă în primul tur de americanca Ibtihaj Muhammad cu scorul 13–15. În proba pe echipe, Ucraina a trecut de Coreea de Sud, apoi de Italia, dar a fost învinsă de Rusia în finala și s-a mulțumit cu argintul.

## Palmares
| An  | 2010 | 2011 | 2012 | 2013 | 2014 | 2015 | 2016 |
| --- | ---- | ---- | ---- | ---- | ---- | ---- | ---- |
| Loc | 211  | 159  | 122  | 113  | 84   | 29   | 31   |